# Église de l’Annonciation de Kolomya
L'église de la très Sainte Vierge Marie, en ukrainien : Церква Благовіщення Пречистої Діви Марії (Коломия), est une église en bois située à Kolomya, raïon de Kolomya en Ukraine.
Elle fut édifiée en 1587 et est représentative de la culture Houtsoule, inscrite au registre national des monuments immeubles d'Ukraine avec et son clocher, classé, elle le monument d'intérêt national N°233.
Elle a été remise en avant par les travaux de Grigory Logvyn qui y a entrepris des travaux de restauration ; elle fut rendue à l'Église orthodoxe ukrainienne le 8 février 1990 mais en 2018, l'église a été envahie par les catholiques grecs.

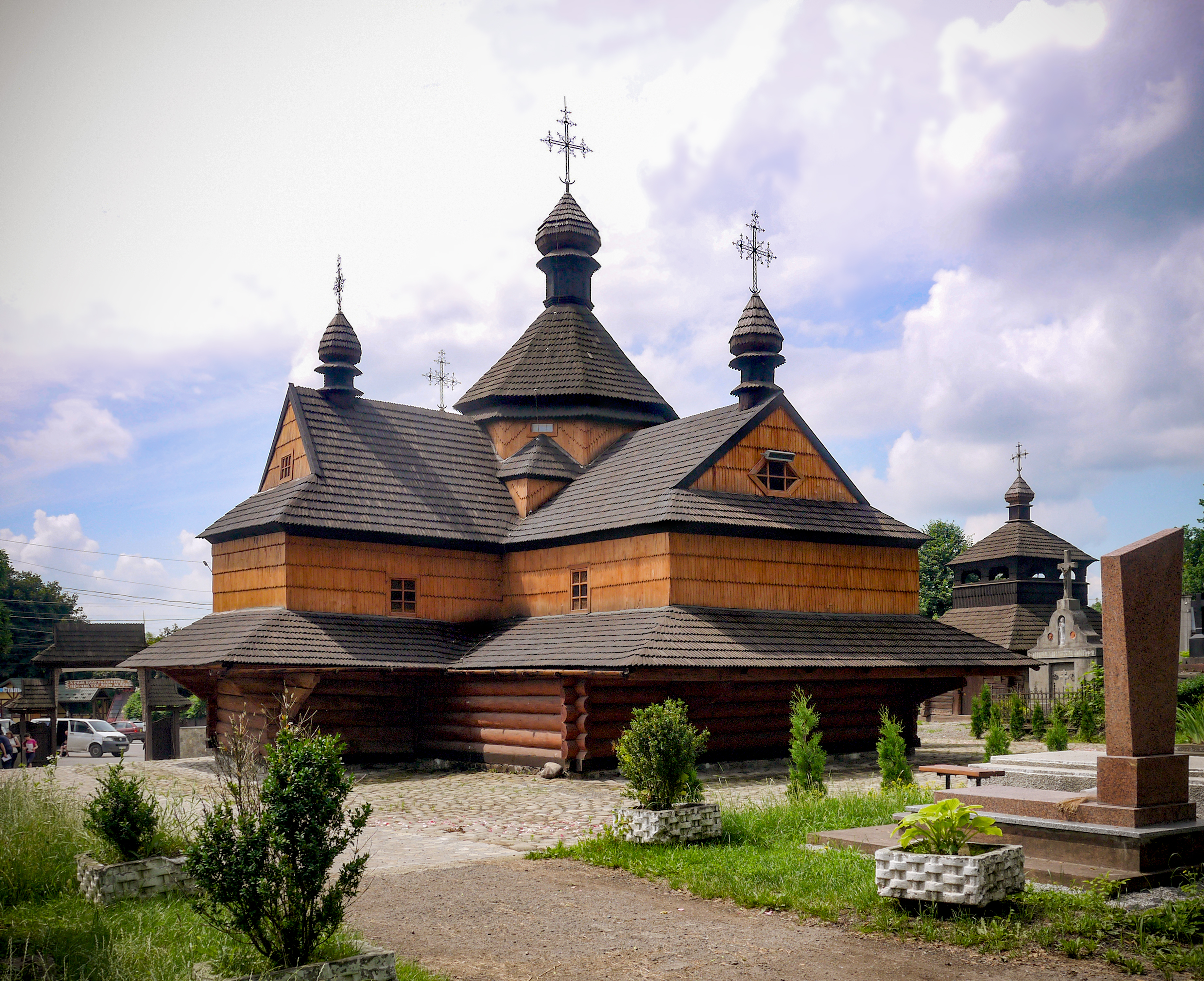
L'église,
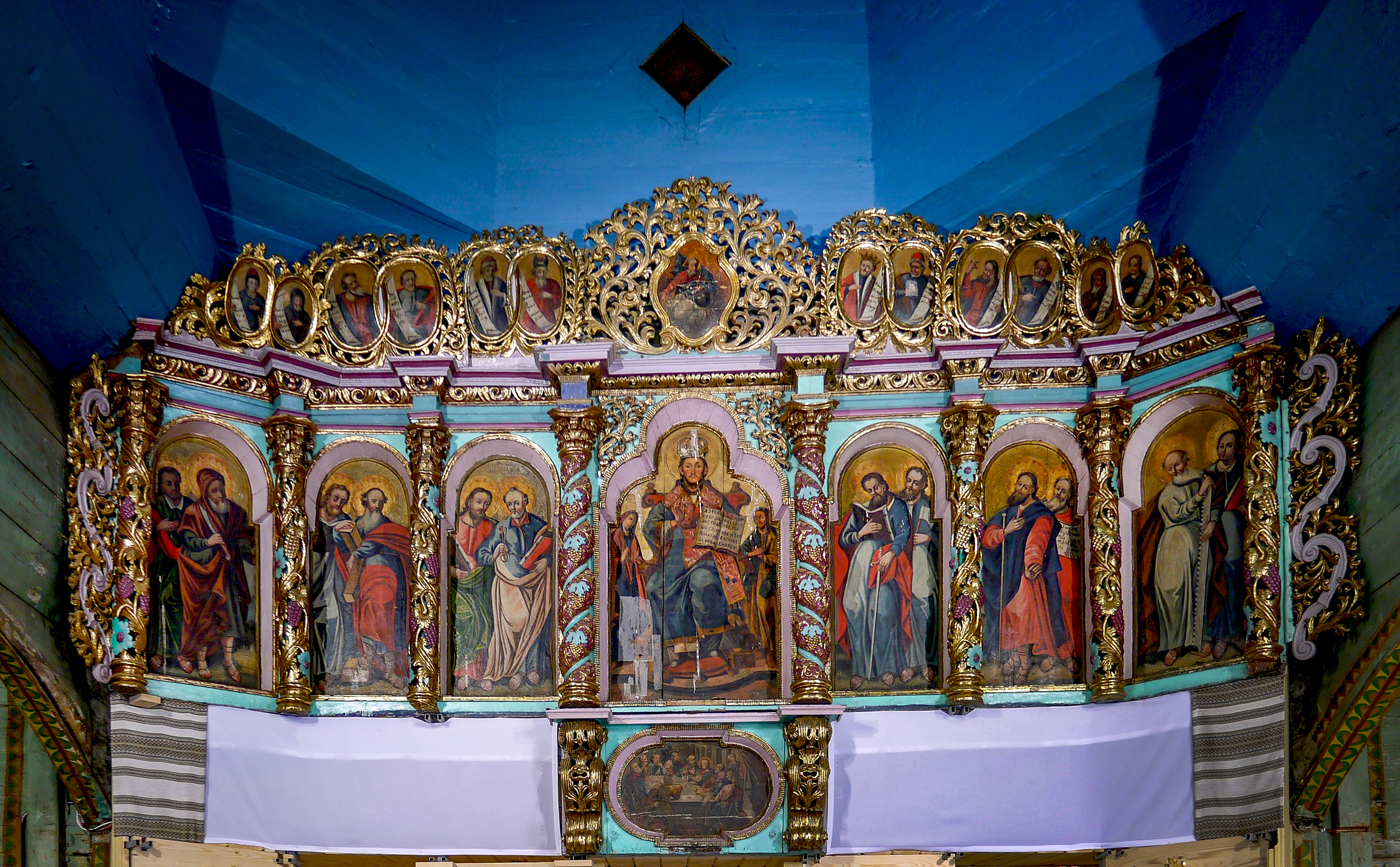
son iconostase,
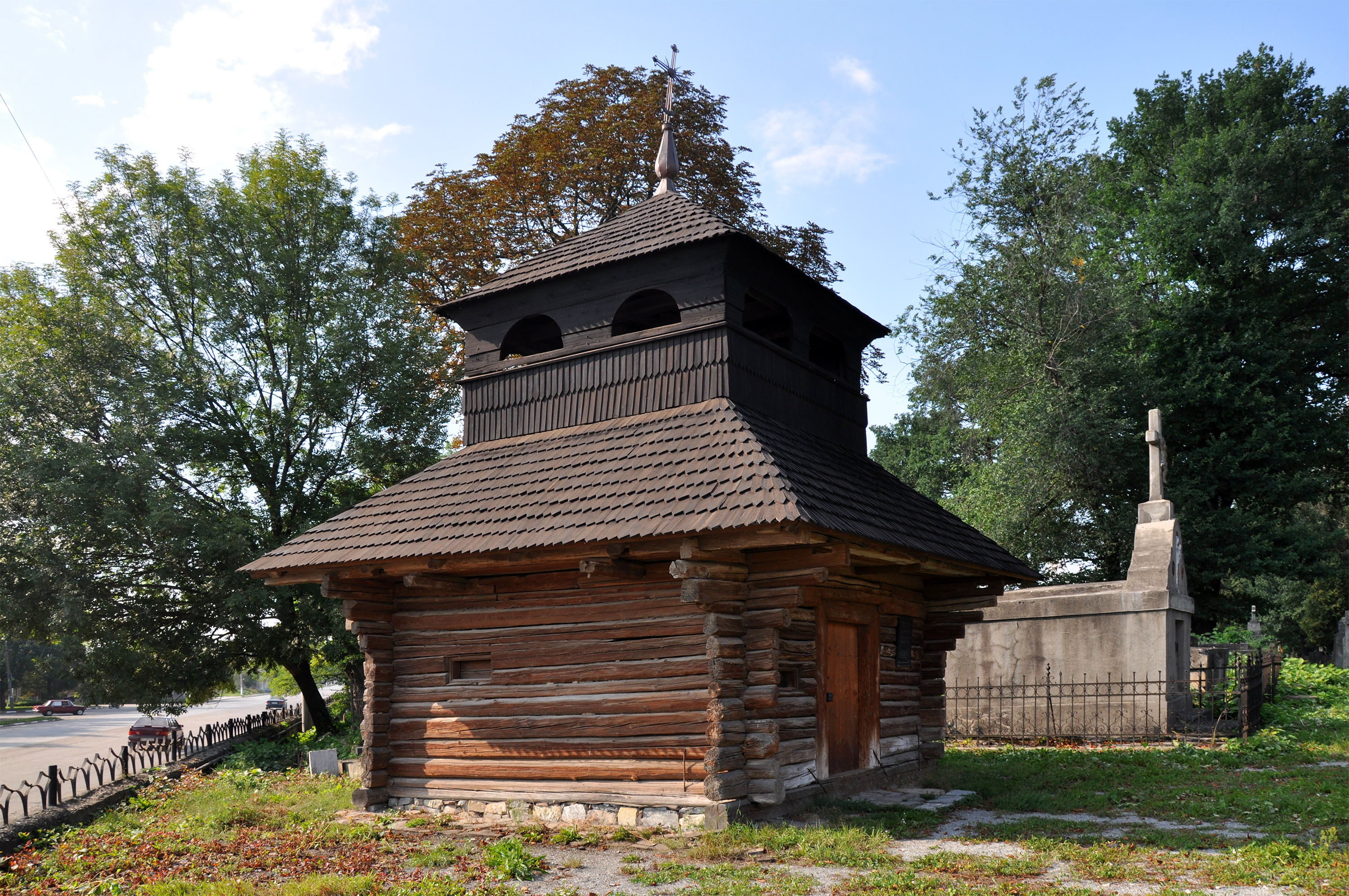
et son clocher.